# Дерёйтер, Шарль
Шарль Дерёйтер (нидерл. Charles Deruyter; 27 января 1890, Ватрело, Франция — 24 января 1955, Сен-Серве, Бельгия) — бельгийский шоссейный  и трековый велогонщик . 

## Достижения

### Шоссе
1909
6-й Льеж — Бастонь — Льеж
1912
2-й Париж — Тур
7-й Париж — Рубе
1913
2-й Париж — Рубе
7-й Бордо — Париж
1919
1-й Circuit des Champs de Bataille — Генеральная классификация
1-й — Этапы 3, 4 и 7
1923
2-й Тур Фландрии
7-й Париж — Рубе

### Трек
1920
2-й Шесть дней Брюсселя (вместе с Марселем Берте)
7-й Шесть дней Нью-Йорка (вместе с Эмилем Артсом)
1921
1-й Шесть дней Брюсселя (вместе с Марселем Берте)
5-й Шесть дней Нью-Йорка (вместе с Питом ван Кемпеном)
1922
3-й Шесть дней Нью-Йорка (вместе с Морисом Брокко)
1924
3-й Шесть дней Парижа